# Plateel

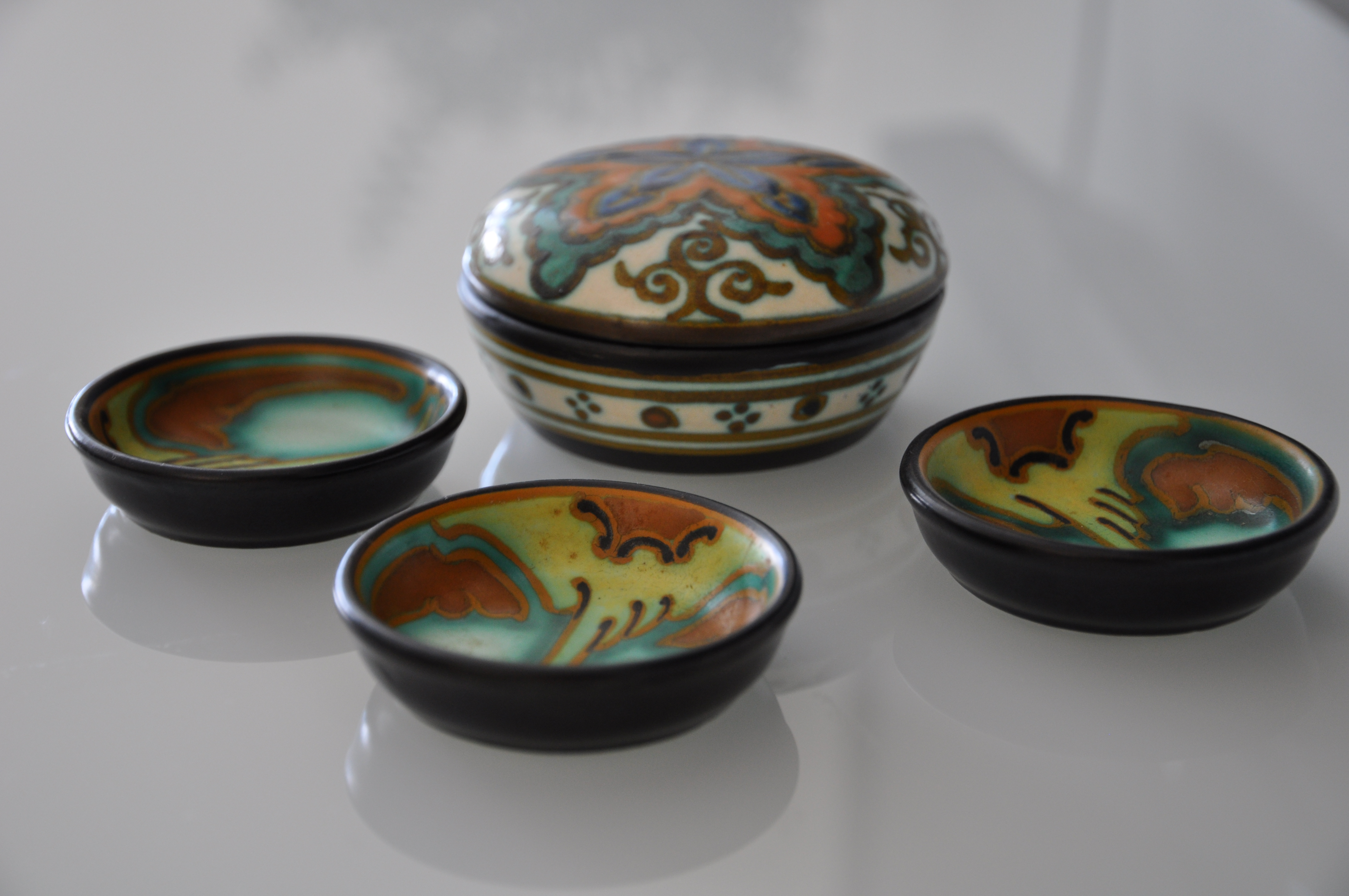
Plateel

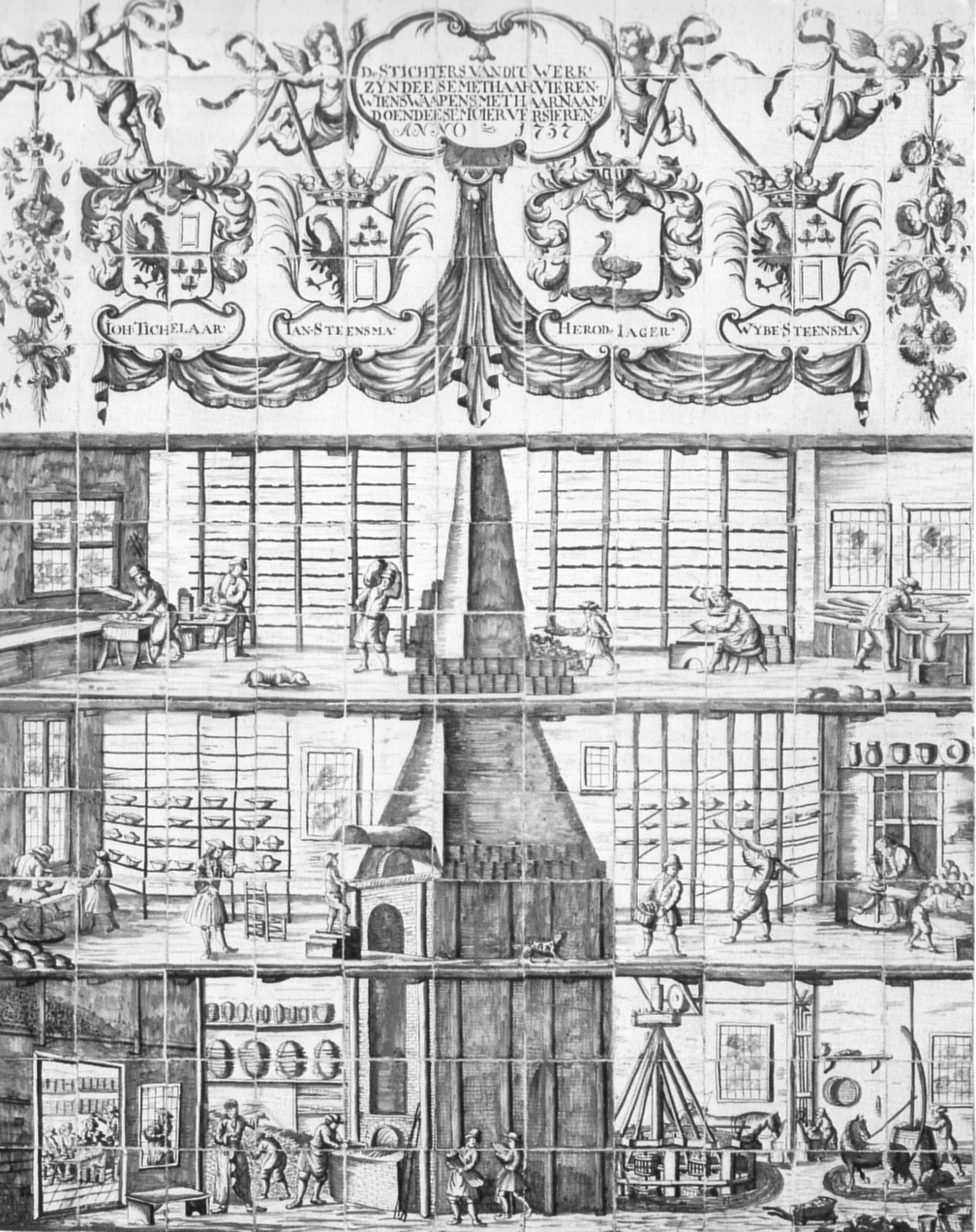
Illustratie aardewerkwerkfabriek in Bolsward (1737)

Plateel is een bepaald soort keramiek (aardewerk). De aanduiding is later ruimer gebruikt, maar oorspronkelijk was het aardewerk dat gebakken werd, dan beschilderd en dan opnieuw gebakken. Het handwerk werd gedaan door plateelschilders, het bakwerk vindt plaats in de plateelbakkerij.

## Betekenisverschuiving
Het woord plateel is afgeleid van het Oudfranse woord platel, dat platte schotel betekende; in die betekenis komt het al in het 13e-eeuwse Middelnederlands voor. Later wordt het als stofnaam opgevat en vanaf de zeventiende eeuw gebruikt men het woord plateel voor al het beschilderde Hollandse majolica en Delftse faience, om het te onderscheiden van het Chinese porselein.
Tegenwoordig wordt het woord plateel gebruikt voor alle poreuze aardewerk dat in mallen gevormd wordt, ongeacht of het beschilderd en geglazuurd is.

## Plateelbakkerijen
Gespecialiseerde bakkerijen worden plateelbakkerijen genoemd. Tot in de twintigste eeuw waren er vele in Nederland, die soms een grote naam hadden. Deze bevonden zich voornamelijk in Delft, Gouda en Rotterdam, maar ook het Friese Makkum bezat een beroemde plateelbakkerij. Bekende fabrieken waren/zijn: Arnhemsche Fayencefabriek, Goedewaagen, De Porceleyne Fles, Regina, Flora, de Plateelbakkerij Zuid-Holland (PZH), Rozenburg, ESKAF en Plateelfabriek De Distel.

## Nijverheid en kunstzinnigheid
De meest vooraanstaande plateelbakkerijen maakten niet alleen gebruiksaardewerk, maar werden vooral bekend door artistiek sieraardewerk. Door het aantrekken van talentvolle kunstenaars en vormgevers werd ambachtelijkheid gecombineerd met kunstzinnigheid. Zo zien we art nouveau en art deco prominent vertegenwoordigd in keramische producten uit Nederland. Rond de Eerste Wereldoorlog was Theodoor Colenbrander (1841-1930) een van de bekendste kunstenaars.

## Concurrentie van massa-keramiek
Na de Tweede Wereldoorlog leefde de aardewerkindustrie in Nederland aanvankelijk sterk op, maar halverwege de jaren zestig begon de neergang. De dure producten van de ambachtelijke industrie moesten concurreren met goedkope massaproducten uit het buitenland. Door innovatie in techniek, organisatie en marketing konden Nederlandse fabrikanten overschakelen naar betrekkelijk goedkoop massa-aardewerk, maar de artistieke kwaliteit kwam onder druk te staan. Het vakmanschap van de plateelschilder werd vervangen door machines die decors door middel van transfers aanbrachten of gebruik maakten van zeefdruktechnieken. Het machinaal produceren van keramiek had ook grote gevolgen op de vormgeving: massaproductie stond alleen relatief eenvoudige standaardvormen toe en bood nog maar weinig ruimte aan kunstenaars en vormgevers.

## Overleven door kwaliteit
De Nederlandse overlevers in de sterk concurrerende markt voor keramiek konden overleven dankzij de bijzondere producten die ze maakten. Zo nam de keramiekfabriek Flora in de jaren 1980 jonge, talentvolle kunstenaars als Jeroen Bechtold en Doroté van Agthoven in dienst voor sieraardewerk. Naar hun werk en naar modern, kunstzinnig keramiek is nog steeds vraag, vooral bij verzamelaars. Ook het meer traditionele gebruiks- en sieraardewerk is nog in trek.